# Xabier Guruzeta
Xabier Guruceta Aizpún (Éibar, Guipúzcoa, 15 de marzo de 1970) es un exfutbolista español que se desempeñaba como defensa.
Jugó cerca de setenta partidos con la Real Sociedad, aunque su mejor época como futbolista la vivió en las filas del CD Ourense en Segunda División.
Por otra parte, es el padre de los futbolistas Gorka Guruzeta y Jon Guruzeta.

## Clubes
| Club                    | País   | Año       |
| ----------------------- | ------ | --------- |
| Sanse                   | España | 1988-1992 |
| Real Sociedad de Fútbol | España | 1990-1995 |
| Deportivo Alavés        | España | 1995-1996 |
| C. D. Ourense           | España | 1996-1998 |
| C. D. Castellón         | España | 1998      |
| S. D. Eibar             | España | 1999-2000 |